# Министерство иностранных дел Португалии
Министерство иностранных дел Португалии (порт. Ministério dos Negócios Estrangeiros) — внешнеполитическое ведомство Правительства Португальской Республики. Штаб-квартира находится в Лиссабоне, в Palácio das Necessidades.
Под эгидой МИД Портгугалии, среди прочих, действует Институт Камоэнса, координирующий совместно с министерствами культуры и образования культурные программы в португалоязычных странах и во всём мире.

## Организационная структура
- Управление государственного министра по иностранным делам;
- Управление государственного секретаря по европейским делам;
- Управление государственного секретаря по иностранным делам и сотрудничеству;
- Управление государственного секретаря по португальским сообществам;
- Генеральный секретариат;
- Генеральная дирекция внешней политики;
- Генеральный директорат по европейским делам;
- Генеральный директорат по техническим и экономическим вопросам;
- Генеральный директорат по консульским делам и делам португальских сообществ;
- Инспекции дипломатических и консульских служб;
- Португальский институт помощи в целях развития;
- Международная пограничная комиссия;
- Комиссии по развитию португало-испанских речных бассейнов;
- Национальная комиссия по делам ЮНЕСКО.